# Stigmatogobius sella
Stigmatogobius sella е вид бодлоперка от семейство Попчеви (Gobiidae). Видът не е застрашен от изчезване.

## Разпространение
Разпространен е в Бруней, Индонезия (Калимантан и Суматра) и Малайзия (Западна Малайзия и Саравак).

## Описание
На дължина достигат до 4 cm.